# Octave Tassaert
Octave Tassaert (ur. 26 lipca 1800 w Paryżu, zm. 24 kwietnia 1874 w Paryżu) – francuski malarz portretowy i rodzajowy, obrazów religijnych, historycznych i alegorycznych, był także litografem, rytownikiem i ilustratorem.